# Curtiss-Wright CW-21
Il Curtiss-Wright CW-21 fu un caccia monomotore ad ala bassa sviluppato dall'azienda aeronautica statunitense Curtiss-Wright nei tardi anni trenta.

## Storia del progetto
Nel 1938 George A. Page, capo della divisione di St. Louis della Curtiss-Wright, decise di sviluppare un aereo da caccia a partire dal biposto Modello 19.
Il concetto portante era di ottenere un caccia intercettore leggero con la massima capacità di salire in quota velocemente in modo tale da poter attaccare eventuali formazioni di bombardieri con il minimo preavviso.
Di fronte ad una reazione di eventuali caccia avversari la tattica sarebbe dovuta essere quella di usare la sua superiore velocità di salita per fuggire senza ingaggiare un combattimento.
La progettazione del nuovo caccia, il Model 21, o CW-21, fu fatta da un team guidato dall'ingegnere capo Willis Wells.
Era un aereo interamente metallico ad ala bassa monoplano con carrello di atterraggio retrattile all'indietro in carenature sotto l'ala.
La struttura della fusoliera era una semi-monoscocca con una forma nettamente conica alle spalle della cabina del pilota.
Il motore era un radiale a nove cilindri Wright R-1820 raffreddato ad aria con circa 1 000 CV di potenza.
Era stato progettato per montare a scelta due diverse combinazioni di due mitragliatrici Browning, da 7,62 millimetri o da 12,7 millimetri, montate nella parte anteriore della carlinga e sincronizzate per sparare attraverso l'elica. Per risparmiare peso, e di conseguenza migliorare le prestazioni, non era prevista la corazzatura né l'utilizzo di serbatoi autosigillanti.
Il primo prototipo volò il 22 settembre 1938.

## Impiego operativo
Date le ostilità tra la Repubblica di Cina ed il Giappone, dovute all'invasione dei territori a seguito della Seconda guerra sino-giapponese, l'azienda statunitense inviò un prototipo di CW-21 al fine di essere valutato da parte dei vertici della Chung-Hua Min-Kuo K'ung-Chün, l'aviazione militare cinese.
I cinesi rimasero impressionati dalle prestazioni del CW-21 ed iniziarono il negoziato per il suo acquisto.
Mentre le trattative commerciali erano in corso, il prototipo CW-21 venne testato in combattimento durante una missione atta a contrastare l'attacco che l'aviazione giapponese stava effettuando sulla città di Chongqing. In quell'occasione, in data 4 aprile 1939, il pilota collaudatore della Curtiss Bob Fausel che ne era ai comandi sostenne di aver abbattuto un bombardiere Fiat B.R.20 in forza alla Dai-Nippon Teikoku Rikugun Kōkū Hombu, componente aerea dell'Esercito imperiale giapponese.
Nel maggio 1939 venne firmato un contratto che prevedeva che la Cina ricevesse i disegni e tre prototipi completi costruiti dalla Curtiss, nonché le parti per costruire 27 aeromobili completi. L'assemblaggio sarebbe stato fatto dalla Società Central Aircraft Manufacturing (CAMCO) a Loiwing, vicino al confine tra Cina e Birmania. I velivoli dovevano essere armati con due mitragliatrici da ,50 in (12,7 mm) e due da ,30 in (7,62 mm).
I tre aerei costruiti dalla Curtiss furono spediti in Cina nel maggio 1940 e destinati al 1st American Volunteer Group, che intendeva usarli per intercettare ad alta quota gli aerei giapponesi in ricognizione. Andarono distrutti in un incidente dovuto alla scarsa visibilità, durante un volo da Rangoon a Kunming il 23 dicembre 1941.
Dei 27 aerei da assemblare da parte della CAMCO, nessuno fu completato prima che la CAMCO fosse costretta ad evacuare il suo stabilimento di Loiwing nel 1942 di fronte alle truppe giapponesi in avanzata.
La Curtiss aveva nel frattempo sviluppato una versione migliorata del CW-21, il CW-21B.
La differenza principale era un carrello retrattile che si chiudeva verso l'interno a scomparsa e un ruotino di coda semi-retrattile che era stato sviluppato per l'addestratore armato Curtiss-Wright CW-23, con altre modifiche tra cui i flaps ad azionamento idraulico.
Anche se più pesante, il CW-21B era 29 km/h più veloce rispetto all'originale CW-21, anche se con una minore velocità in salita.
Nell'aprile del 1940, il governo olandese, alla disperata ricerca di moderni aerei da combattimento, emise un ordine per 24 CW-21B.
Dopo la battaglia dei Paesi Bassi, che portò l'esercito olandese ad arrendersi agli invasori tedeschi il 15 maggio 1940, l'ordine per i CW-21B (insieme con una serie di caccia Curtiss Modello 75 e di addestratori Curtiss-Wright CW-22), fu trasferito al governo delle Indie Orientali Olandesi (oggi Indonesia), per la Militaire Luchtvaart van het Koninklijk Nederlands Indisch-Leger (ML-KNIL).
I 24 CW-21B furono riuniti presso campo d'aviazione Andir, a Bandung, sull'isola di Giava nel febbraio del 1941, equipaggiando il Vliegtuiggroep IV, Afdeling 2 ("Gruppo Aereo IV,  2º Squadrone"; VLG 2-IV). La costruzione leggera del Curtiss-Wright diede luogo a problemi strutturali e diversi aerei furono bloccati da fessurazioni al carrello d'atterraggio ed erano ancora in attesa di riparazione l'8 dicembre 1941 quando iniziò la guerra con il Giappone.
Con la sua struttura leggera, il motore radiale, il basso carico alare, la protezione limitata per il pilota e la mancanza di serbatoi di carburante autosigillanti, il CW-21B fu il caccia alleato più simile ai caccia avversari giapponesi.
Aveva una capacità di salita superiore al Nakajima Ki-43 ("Oscar") e al famoso Mitsubishi A6M ("Zero"); l'armamento era paragonabile a quello del Nakajima, ma inferiore ai cannoni dello Zero.
Il 2-VLG IV rivendicò quattro vittorie durante la campagna delle Indie olandesi, ma la ML-KNIL fu presto sopraffatta dal numero preponderante di aerei giapponesi. Quasi tutti i suoi caccia furono ben presto persi in combattimento o distrutti a terra.

## Utilizzatori
Cina
- Chung-Hua Min-Kuo K'ung-Chün
  - 1st American Volunteer Group "The Flying Tigers" (Tigri Volanti)

 Indie orientali olandesi
- Militaire Luchtvaart van het Koninklijk Nederlandsch-Indisch Leger